# Saussan
Saussan település Franciaországban, Hérault megyében. Lakosainak száma 1926 fő (2022. január 1.). Saussan Fabrègues, Lavérune, Pignan és Saint-Jean-de-Védas községekkel határos.

## Népesség
A település népessége az elmúlt években az alábbi módon változott:
| Lakosok száma | 425  | 808  | 1166 | 1472 | 1452 | 1488 | 1588 | 1616 | 1640 | 1926 |
|               | 1968 | 1982 | 1990 | 2006 | 2013 | 2015 | 2017 | 2019 | 2020 | 2022 |